# 519e régiment du train
Le 519e régiment du train (519e RT) est un régiment du train de l'Armée de terre. Stationné à Ollioules, dans l'agglomération de Toulon, il est le seul régiment français spécialisé dans le transbordement maritime.

## Création et différentes dénominations
- 1er avril 1946 : création du 519e groupe de transport à Saïgon ;
- 1er juin 1949 : création de la 2e compagnie de transport de Légion étrangère ;
- 31 juillet 1953 : dissolution du 519e groupe de transport ;
- 1956 : 519e bataillon de marche du train, il rejoint le protectorat français au Maroc ;
- 1957 : 519e bataillon du train à pied et création de la 311e compagnie de transbordement ;
- 1961 : 519e bataillon du train ;
- 1962 : dissolution du 519e bataillon du train ;
- 1964 : création du 1er bataillon autonome de transit maritime à Cherbourg ;
- 1977 : création du 519e groupe autonome de transit maritime à La Rochelle ;
- 1er juillet 1981 : 519e régiment du train ;
- 1er juillet 2011 : 519e groupe de transit maritime à Toulon ;
- 1er février 2020 : redevient le 519e régiment du train.

## Historique
Le 519e groupe de transport est créé à Saïgon en Indochine française le 1er avril 1946. Il absorbe entre 1948 et 1949 la 2e compagnie de transport de Légion étrangère puis est dissous en 1953. Le 2e escadron de transbordement garde les traditions de cette unité. Son surnom de « régiment de la jonque » (bateau traditionnel d'Asie) lui vient de ses origines indochinoises.
Il est réactivé en 1956 au Maroc en tant que 519e groupe de transport puis 519e bataillon de marche du train pour servir en Algérie comme infanterie dans la région d'Oran. Il change de nom à plusieurs reprises : 519e bataillon du train (1956), bataillon du train à pied (1957) et 519e bataillon du train (1961). Il est dissous à Sissonne en 1962.
Parallèlement, les enseignements tirés de l'opération de Suez en 1956, ont montré la nécessité de disposer d’unités spécialisées afin d’effectuer des déchargements de bateaux sur des plages ou dans des ports non aménagés. Faisant suite à la DM n°7525/EMA du 25 avril 1957, la 311e compagnie de transbordement est créée le 1er juin 1957 à partir de la 311e compagnie de transport amphibie des Forces françaises en Allemagne. Elle reçoit des renforcements des 310e et 313e compagnies de transport et s'installe au quartier Beauregard à La Rochelle fin juin 1957. Cette compagnie est placée administrativement et pour emploi, sous les ordres du Général commandant la Base de Transit Militaire Interarmées Atlantique. Son rôle est, en particulier, de participer avec du matériel maritime et amphibie au transbordement de matériel américain sur les plages de la côte sud-ouest de la France en cas de destruction des installations portuaires (SPOD- Sea Port of Debarcation) afin de rétablir la continuité logistique vers les lieux de stockage ou d'emploi en France ou en Allemagne. À cet effet, elle participe à un exercice annuel interallié de type NODEX (« New Off-shore Decharge Exercise »)organisé depuis 1949 mais officialisé à partir de novembre 1954.
Par ailleurs, le 1er bataillon autonome de transit maritime (1er BATM) est créé à Cherbourg en 1964. Il a pour mission de charger ou décharger les navires de classe océanique en exécutant toutes les opérations depuis la prise en cale du matériel jusqu’à la réexpédition à partir de chantiers très divers tels que gares ferroviaires ou routières, aéroports, vers les établissements logistiques d’infrastructure. En cas de mise en œuvre de la force terrestre d’intervention, il reste l’unité de transit maritime de cette force. Il s'installe à La Rochelle, au quartier Mangin, le 1er octobre 1967, puis au quartier Beauregard le 1er janvier 1969. Par décision ministérielle du 27 novembre 1967, il est réorganisé et absorbe la 311e compagnie de transbordement le 1er janvier 1968. Avec une suite d'exercices destinée à faire l'amalgame entre unités, il devient entièrement opérationnel. Des exercices franco-allemands FORTE sont organisés pour développer une interopérabilité entre les deux armées.
En 1977, le 1er bataillon autonome de transbordement maritime devient le 519e groupe autonome de transit maritime. Subordonné à la base de transit interarmées (BTI), elle-même basée à La Rochelle, il comprend :
- un escadron de transbordement doté de LCM amarrés dans la base sous-marine de La Rochelle et de DUKW stationnés au quartier Beauregard ;
- un escadron portuaire doté de matériel de déchargement commandé par un officier du génie ;
- un escadron d'instruction ;
- un escadron de commandement et de service ;
- un détachement à Marseille ;
- un détachement au Havre.

Le 1er juillet 1981, il devient le 519e régiment du train et reçoit son étendard en 1982. Les DUKW sont remplacés par 16 LARC-XV (en) (« Light Amphibious Resupply Cargo », 15 tonnes) américains fabriqués par Fruehof et surplus de la Bundeswehr.
Durant l'opération Daguet en 1990/1991, le 519e RT a assuré les opérations de manutention et d’acconage dans l’arsenal de Toulon. Le bilan des activités de cette unité est de 101 navires chargés, 20 584 personnels embarqués, 9 166 véhicules embarqués
8 083 conteneurs de 20 pieds représentant 156 000 tonnes, soit 735 000 m3 .
En 2010, les chalands de transport de matériel et les véhicules amphibies sont transférés à la Marine nationale.
Le 519e régiment du train est dissous le 17 juin 2011 à La Rochelle. Il est recréé à Toulon le 1er juillet sous le nom de 519e groupe de transit maritime et retrouve son étendard le 8 juillet. Sa nouvelle implantation, à Ollioules, lui permet d'être au plus près du port militaire de Toulon. Un petit détachement est maintenu à La Rochelle, seul port en eaux profondes sur la façade atlantique. Le 1er février 2020, il reprend l'appellation de 519e régiment du train.

## Missions
Le 519e RT est l'outil capacitaire unique et décisif qui confère à la France sa vocation à entrer en premier par voie maritime. Subordonné à la Brigade logistique de l'Armée de terre, c'est un régiment à vocation interarmées.
À cet effet, il a pour mission :
- d'armer et commander un SPOD (« Sea Port Of Debarkation ») classe OTAN ;
- d'assurer le contrôle et le commandement tactique sur les unités concourant à l'entrée en premier par voie maritime (flottille d'engins amphibies et de débarquement d'unités assurant la protection rapprochée, appui mobilité, appui mouvement...) ;
- d'assurer les opérations portuaires, de transit et de manutention à bord des navires civils et militaires, sur les quais, plages ou lagunes.

Dans le monde, seule une unité équivalente de l'United States Army et le 17 Port and Maritime Regiment RLC (en) de la British Army partagent l'aptitude au commandement et à l'activation d'une entrée maritime de théâtre.

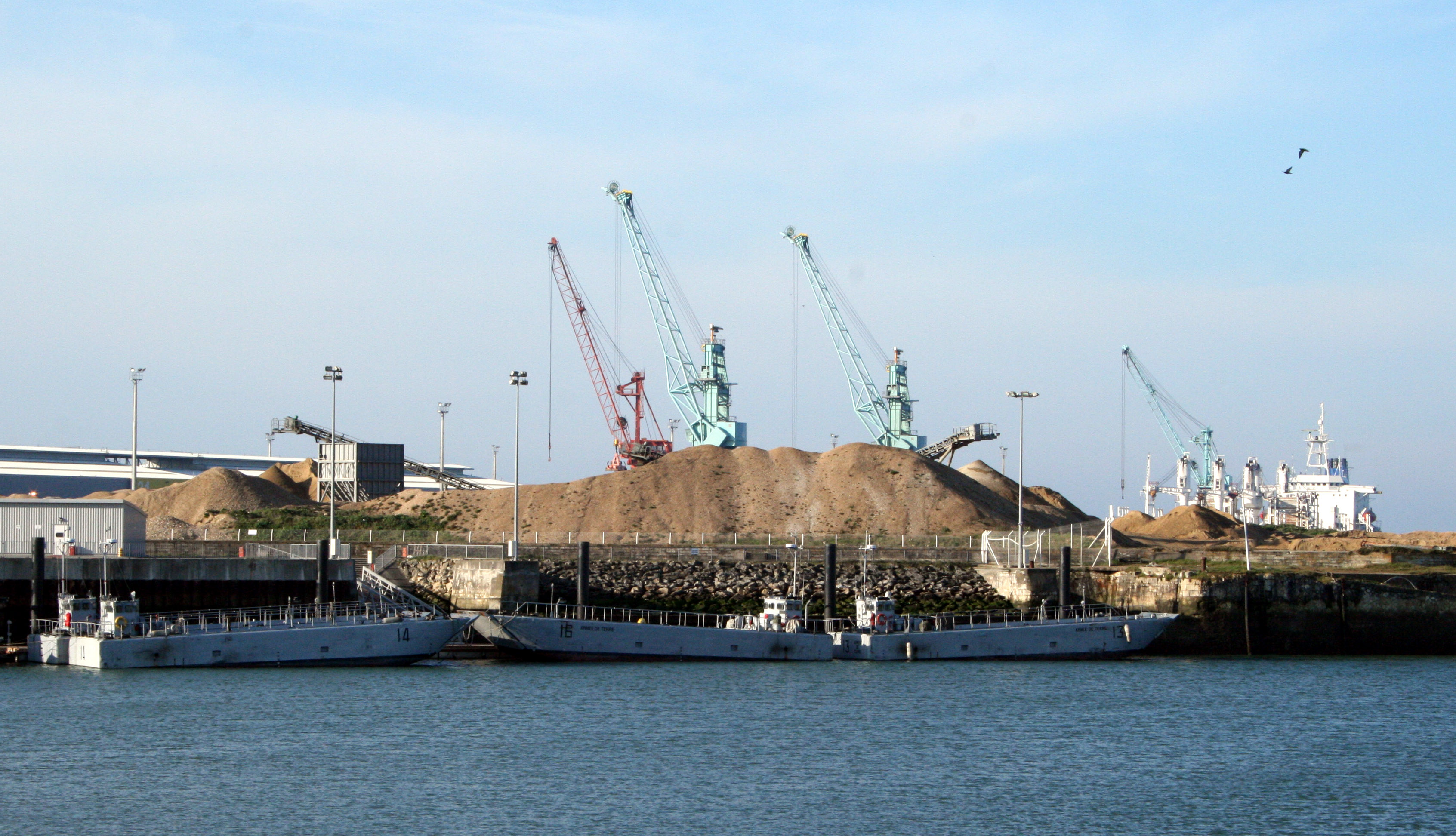
Chaland de transport de matériel (CTM) du 519e régiment du train dans le port autonome de La Rochelle.
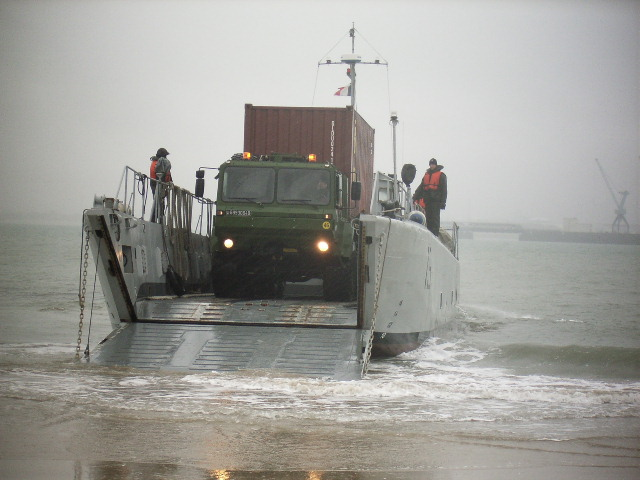
Véhicule porte-conteneurs maritimes (VPCM) type BT120 reçu à partir de 2006 en essais sur l’île de Ré à bord d'un chaland de transport de matériel.

## Le régiment aujourd'hui
Le 519e RT est installé au quartier Maréchal des Logis Chauvin à Ollioules.
Il fait partie de la brigade logistique et est soutenu par le groupement de soutien de la base de défense de Toulon.
Depuis une réorganisation le 4 juillet 2024, le régiment est constitué ainsi :
- escadron de commandement et de logistique ;
- 1er escadron portuaire ;
- 2e escadron portuaire ;
- 3e escadron portuaire (réserve) ;
- détachement de transit Atlantique (à La Rochelle).

## Étendard
Il porte, cousues en lettres d'or dans ses plis, l'inscription, : AFN 1952-1962.

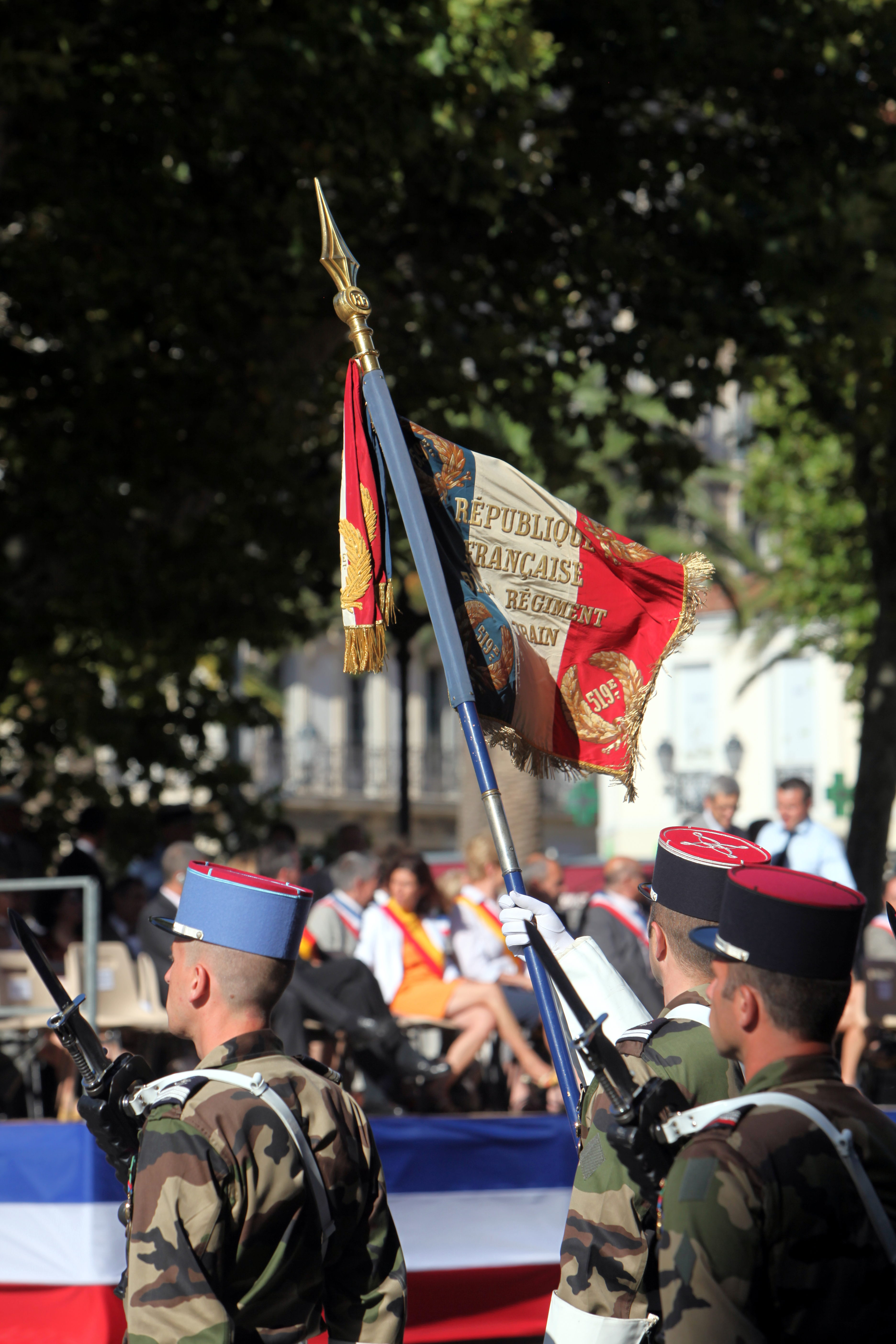
L'étendard du régiment.

## Insigne

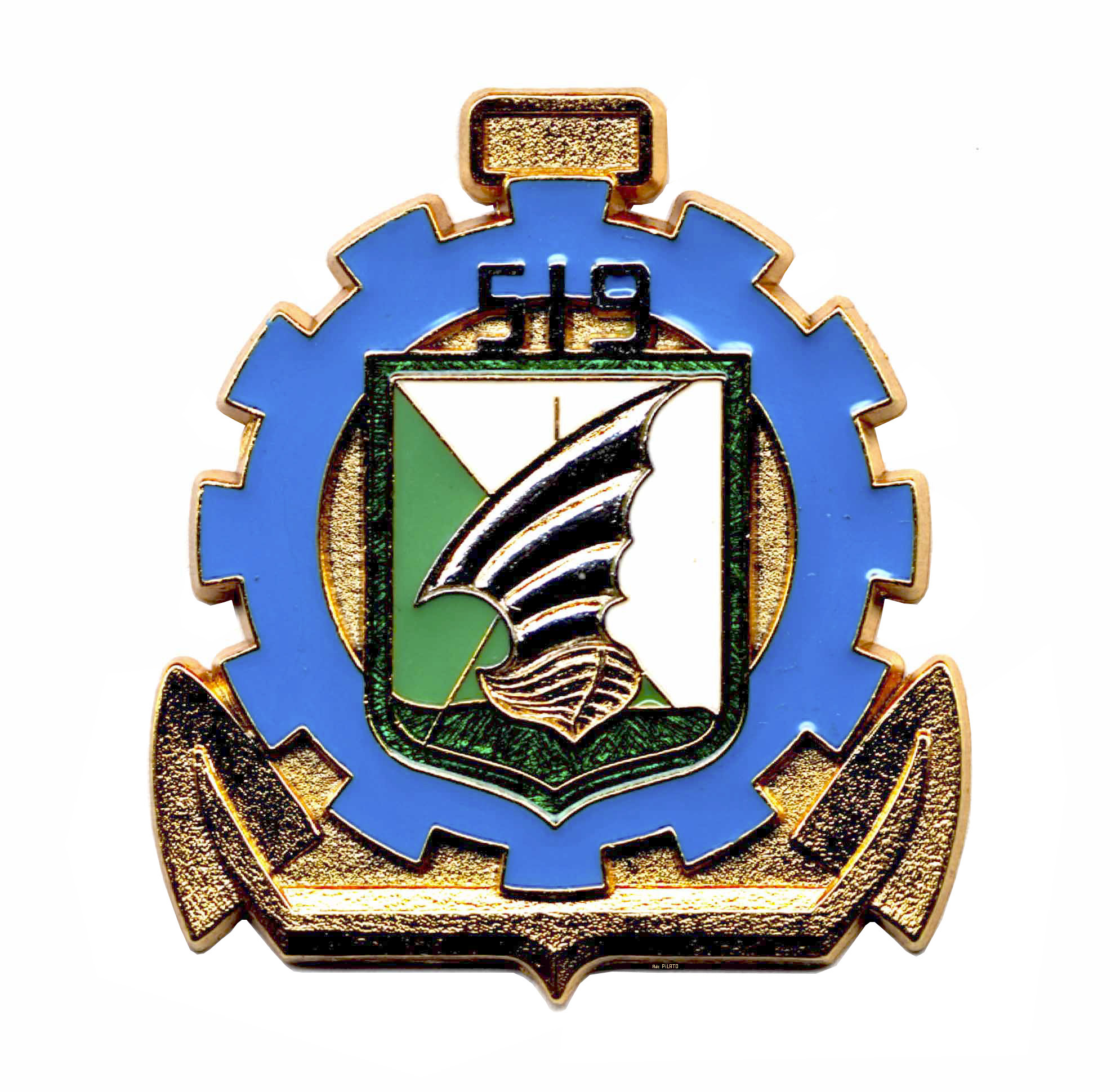
Insigne du RT.

- L'ancre rappelle la vocation de transit maritime du régiment ;
- La roue dentée est un attribut du train ;
- Le vert et le blanc sont les couleurs du train ;
- Au centre de l'insigne, la jonque rappelle les origines et le surnom du régiment. Elle est surmontée du nombre 519.